# Eurydice II van Macedonië
Eurydice (II) was een tijdlang koningin van Macedonië, als echtgenote van Philippus Arrhidaeus.
Haar vader was de Macedonische prins Amyntas, een zoon van koning Alexander II. Zij trouwde in 322 v.Chr. met de mentaal gestoorde Philippus Arridaeus. In 317 werd zij samen met haar echtgenoot gevangengezet door Olympias, de moeder van Alexander de Grote, die alles in het werk stelde om haar kleinzoon Alexander IV alléén op de troon te krijgen. Nadat Philippus ook was vermoord, benam Eurydice zich het leven.